# Hans Christopher Gedde
Hans Christoph(er) Gedde (23. juni 1738 i Oldenborg – 9. marts 1817 i København) var en dansk officer. Han var bror til Christian og Salomon Gedde samt far til officeren Nicolai Wilhelm Gedde.

## Karriere
Gedde var søn af generalmajor Samuel Christoph Gedde og fødtes i Oldenborg, hvor faderen da havde station som ingeniørmajor og generalkvartermester-løjtnant. Allerede 1748 udnævntes han til værkbase ved den danske fortifikationsetat, fik 1753 underkonduktørs karakter og blev året efter virkelig underkonduktør samt sekondløjtnant ved det sjællandske hvervede regiment.
Fra 1758-61 havde han tilladelse til at bivåne den franske hærs operationer i Syvårskrigen. Han udnævntes til karakteriseret konduktør 1758, til virkelig konduktør 1759, til karakt. kaptajn af infanteriet 1761, til overkonduktør 1763 (ved Ingeniørkorpsets oprettelse), til virkelig ingeniørkaptajn 1768, til karakteriseret ingeniørmajor 1777, til virkelig ingeniørmajor 1781 og fik 1785 karakter som oberst af infanteriet.

## I Norge
1788 ansattes han som generalkvartermester ved generalstaben for de tropper, der samledes i Norge, hvor han havde station siden 1769, og deltog i felttoget i Sverige. 1793-1802 var han kommandør for det norske ingeniørdetachement samt interimskommandant i Frederikstad og samtidig fra 1796 direktør for Norges geografiske Opmåling, men han kaldtes 1802 til København for at ansættes som kommandør for Ingeniørkorpset under general Heinrich Wilhelm von Huth. Han havde imidlertid 1794 erholdt udnævnelse til generalmajor af infanteriet med anciennitet fra 1790, men erholdt dog først i 1800 gage som sådan.
I sin tid i Norge tegnede han infanterikasernen i Frederiksstad (1783-87) og et blokhus på Kjærringholmen ved Frederikstad (1791), begge i louis seize-stil.

## Københavns belejring
1803 udnævntes han til Ridder af Dannebrog (hvid ridder), i 1805 var han en kort tid højstbefalende på Sjælland og blev samme år interimskommandant i København. I januar 1806 overtog han tillige overkommandoen over "Kjøbenhavns, Citadellets, Trekroners Batteri, Helsingørs og Kronborg Fæstning og Garnisoner samt det borgerlige Infanteri, Artilleri, Kongens Livjægerkorps og Kjøbenhavns Brandkorps", og 16. maj samme år blev han ved general Huths død chef for Ingeniørkorpset.
På grund af sygdom entledigedes han som kommandant m.m. 8. maj 1807, medens Ingeniørkorpset "forblev under Kronprindsens immediate Overkommando". Efter Københavns bombardement og kapitulation samme år blev han arresteret og af en i anledning af kapitulationen under prins Frederik af Hessens forsæde nedsat overkrigskommission 16. november 1808 dømt til at have sit liv forbrudt. Som klagepunkter mod ham anførtes, at han ikke betimelig havde gjort forestilling om fæstningens mangler, og navnlig, at han i krigsrådet havde ytret, at den under dens daværende forfatning ikke kunne holde sig og ikke afslå en storm, hvorved "han som Ingeniørgeneral havde virket skadelig og afgjørende paa den højstkommanderende Generals Beslutninger".
Uagtet han i sit klare og bestemte forsvarsindlæg påviste, at skylden for fæstningens slette tilstand ikke var Ingeniørkorpsets, idet dettes i en årrække gentagne gange fremsatte forslag til dens forbedring var strandede på finansernes tilstand, faldt dog dommen ud som ovenfor anført. Af hensyn til den domfældtes lange og tro tjeneste, vel også i følelse af dommens uretfærdighed, ændredes denne ved kongelig resolution af 18. januar 1809 til afsked i nåde uden pension. Geddes hustru erholdt dog lidt senere en årlig pension af 1200 rdl. Gedde døde 9. marts 1817.
Han er begravet på Garnisons Kirkegård. Der findes et familiegruppebillede fra ca. 1780, hvor Gedde er gengivet, i privateje i Norge